# Opharus lugubris
Opharus lugubris là một loài bướm đêm thuộc phân họ Arctiinae, họ Erebidae.